# Kernmantel
Der Kernmantel ist ein Bestandteil eines Siedewasserreaktors. Er hat eine zylindrische Form und ist an den Enden offen. Der Kernmantel befindet sich im Reaktordruckbehälter, mit dem er oft verwechselt wird und umhüllt den Reaktorkern. Er sorgt dafür, dass die Brennelemente von unten nach oben mit Wasser durchströmt werden. Bei Druckwasserreaktoren heißt diese Komponente Kernbehälter.